# Leif Andersson (Ringer)
Leif Andersson (* 13. Oktober 1949 in Arboga)  ist ein ehemaliger schwedischer Ringer.

## Werdegang
Leif Andersson begann im Alter von sieben Jahren beim Athletenklub (AK) Arboga mit dem Ringen. Sein erster Trainer, dem er viel zu verdanken hat, war Mats Trygg. Später arbeitete er auch mit dem Trainer Jan Nyberg sehr erfolgreich zusammen. Er erlernte in Arboga den Beruf eines Tischlers. Leif rang in beiden Stilarten, bevorzugte bei internationalen Meisterschaften allerdings den griechisch-römischen Stil. Bereits im Jahr 1965 errang er erstmals die schwedische Jugendmeisterschaft im freien Stil. Bis 1970 gewann er noch insgesamt viermal die schwedische Juniorenmeisterschaft im Feder-, Leicht- und Weltergewicht. 1967 gewann er überraschend im Alter von 18 Jahren auch erstmals eine schwedische Meisterschaft bei den Senioren im Federgewicht, freier Stil. Bis 1973 war er in das Mittelgewicht hineingewachsen. Er war bei einer Größe von 1,75 m mit 82 kg ein untersetzter, kräftiger Typ. Bei seiner ersten internationalen Meisterschaft, an der er teilnahm, sorgte er gleich für eine kleine Sensation, denn er wurde in Helsinki Europameister im Mittelgewicht, griechisch-römischer Stil. Bei der Weltmeisterschaft des gleichen Jahres in Teheran wurde er aber auf den Boden der Tatsachen zurückgeholt, denn er verlor seine beiden ersten Kämpfe und musste schon nach der 2. Runde ausscheiden. 
Bei der Europameisterschaft 1974 in Madrid schied Leif mit einem Sieg nach der 3. Runde aus und bei den Weltmeisterschaften des gleichen Jahres in Kattowitz gelangen ihm immerhin drei Siege, was zum 6. Platz reichte.
Nach einer schwächeren Platzierung bei der Weltmeisterschaft 1975 erreichte er bei den Olympischen Spielen 1976 in Montréal einen hervorragenden vierten Platz und verpasste im Kampf gegen Ion Enache aus Rumänien nur knapp eine olympische Medaille. 
Auch bei der Europameisterschaft 1977 in Bursa erging es ihm nicht anders. Wieder musste er mit dem 4. Platz vorliebnehmen. Wieder scheiterte er dabei mit Ion Draica an einem Rumänen. Bei der Weltmeisterschaft des gleichen Jahres in Göteborg lieferte er Ion Draica und Miklós Hegedűs aus Ungarn große Kämpfe, verlor aber beide Male knapp nach Punkten und musste nach der 2. Runde ausscheiden.
In den Jahren 1978 und 1979 belegte er bei den Europameisterschaften zweimal den 4. Platz, während er bei den Weltmeisterschaften dieser Jahre nicht auf vordere Plätze kam.
Bei den Europameisterschaften 1980 gewann er in Prievidza wieder eine Medaille, die silberne. Nach fünf Siegen unterlag er dabei erst im Finale dem sowjetischen Meister Gennadi Korban. Bei den Olympischen Spielen des gleichen Jahres in Moskau verpasste er erneut ganz knapp eine olympische Medaille und landete wie schon vor vier Jahren auf dem undankbaren 4. Platz. Ausschlaggebend dafür war der Kampf gegen Ion Draica, in dem keinem der Ringer eine Wertung gelang, worauf beide disqualifiziert wurden. Dafür erhielt Leif 4 Fehlpunkte, die ihn um eine Medaille brachten.
Nach den Europameisterschaften 1981 in Göteborg, wo er auf den 9. Platz kam, trat Leif Andersson vom internationalen Wettkampfsport zurück und betätigte sich forthin als Ringertrainer. Unter anderem trainierte er auch den erfolgreichen schwedischen Ringer Roger Tallroth.
Die Ergebnisse der internationalen Meisterschaften und einiger anderer Turniere, an denen er teilnahm, sind im folgenden Abschnitt nachzulesen.

## Internationale Erfolge
(OS = Olympische Spiele, WM = Weltmeisterschaft, EM = Europameisterschaft, GR = griechisch-römischer Stil, F = Freistil, Fe = Federgewicht, Le = Leichtgewicht, We = Weltergewicht, Mi = Mittelgewicht, damals bis 62 kg, 68 kg, 74 kg und 82 kg Körpergewicht)
- 1973, 1. Platz, EM in Helsinki, GR, Mi, mit Siegen über Max Mitterbichler, BRD, André Bouchoule, Frankreich, Stefan Gjenerali, Albanien, Keijo Manni, Finnland und Dimitar Iwanow, Bulgarien und trotz einer Niederlage gegen Marian Gardybon, Polen;
- 1973, 10. Platz, WM in Teheran, GR, Mi, nach Niederlagen gegen Bouchoule und Leonid Liberman, UdSSR;
- 1974, 8. Platz, EM in Madrid, GR, Mi, nach einem Sieg über Klaus Mysen, Norwegen und Niederlagen gegen Miklós Hegedűs, Ungarn und Olteanu Staicu, Rumänien;
- 1974, 6. Platz, WM in Kattowitz, GR, Mi, mit Siegen über Sadao Sato, Japan, Bouchoule und Ibrahim Kumas, Türkei, einem Unentschieden gegen Hegedűs und Niederlagen gegen Milan Nenadić, Jugoslawien und Ion Enache, Rumänien;
- 1975, 7. Platz, WM in Minsk, GR, Mi, mit einem Sieg über Dan Chandler, USA und Niederlagen gegen Anatoli Nasarenko, UdSSR und Csaba Hegedűs, Ungarn;
- 1976, 10. Platz, EM in Leningrad, GR, Mi, nach Niederlagen gegen Manni und Iwan Kolew, Bulgarien;
- 1976, 4. Platz, OS in Montreal, GR, Mi, mit Siegen über Kazuhiro Takanishi, Japan, Franz Pitschmann, Österreich und Adam Ostrowski, Polen und Niederlagen gegen Enache und Wladimir Tscheboksarow, UdSSR;
- 1977, 2. Platz, Großer Preis der BRD in Aschaffenburg, GR, Mi, hinter Nasarenko und vor Dolgowicz, Kurt Spaniol, BRD und André Bouchoule, Frankreich;
- 1977, 4. Platz, EM in Bursa, GR, Mi, mit Siegen über Jaime Pereira, Spanien, Pitschmann und Pawel Christow, Bulgarien und Niederlagen gegen István Kovács, Ungarn und Ion Draica, Rumänien;
- 1977, 10. Platz, WM in Göteborg, GR, Mi, nach Niederlagen gegen Miklós Hegedűs und Ion Draica;
- 1978, 4. Platz, EM in Oslo, GR, Mi, mit Siegen über Ömer Suzan, Türkei, Jarmo Övermark, Finnland und Kaj Jägersgaard, Dänemark und Niederlagen gegen Jan Dolgowicz, Polen und Pawel Christow;
- 1978, 8. Platz, WM in Mexiko-Stadt, GR, Mi, mit Siegen über Atushi Iazawa, Japan und Niederlagen gegen Kurt Spaniol, BRD und Dolgowicz;
- 1979, 4. Platz, EM in Bukarest, GR, Mi, mit Siegen über Jägersgaard, Frits Ruyter, Niederlande und Suzan und Niederlagen gegen Dolgowicz u Draica;
- 1979, 10. Platz, WM in San Diego, GR, Mi, nach Niederlagen gegen Spaniol und Pawel Pawlow, Bulgarien;
- 1980, 4. Platz, Turnier in Västerås, GR, Mi, hinter Dolgowicz, Taimuraz Abchazawa, UdSSR und Spaniol und vor Sören Claesson, Schweden;
- 1980, 2. Platz, EM in Prievidza, GR, Mi, mit Siegen über Andrzej Malina, Polen, Peter Danner, Österreich, Karol Kopas, Jugoslawien, Detlef Kuhn, DDR und Pawlow und einer Niederlage gegen Gennadi Korban, UdSSR; im Kampf Andersson gegen Draica wurden beide Ringer wegen Passivität disqualifiziert;
- 1980, 4. Platz, OS in Moskau, GR, Mi, mit Sieg über Övermark und einer Niederlage gegen Pawlow; im Kampf Andersson gegen Draica wurden wieder beide Ringer disqualifiziert;
- 1980, 1. Platz, World-Cup-Turnier in Trelleborg, GR, Mi, vor Korban, Phil Lanzatella, USA und Kazuhiro Takanishi, Japan;
- 1981, 3. Platz, Großer Preis der BR Deutschland in Aschaffenburg, GR, Mi, hinter Korban und Dolgowicz und vor Károly Tamás, Ungarn, Draica und Siegfried Seibold, BRD;
- 1981, 9. Platz, EM in Göteborg, mit Sieg über Jörn Levermann, DDR und Niederlagen gegen Korban und Mikko Huhtala, Finnland

## Schwedische Meisterschaften
Leif Andersson gewann schwedische Meisterschaften im griechisch-römischen Stil in den Jahren 1970, 1973, 1974, 1976, 1977, 1978, 1979 und 1980 und im freien Stil 1967, 1974, 1978 und 1981 in den Gewichtsklassen, Federgewicht, Weltergewicht und Mittelgewicht.

## Nordische Meisterschaften
Die nordische Meisterschaft gewann Andersson in den Jahren 1974, 1976, 1977 und 1979 im griechisch-römischen Stil im Mittelgewicht.